# میلتون آوری
میلتون آوری (به انگلیسی: Milton Avery) نقاش نوگرای آمریکایی بود.
میلتون آوری از نقاشان نزدیک به مکتب نیویورک بود. منیر فرمانفرمایان در مدت اقامت خود در نیویورک با هنرمندانی چون میلتون آوری آشنایی و همکاری داشت.